# Lucidez terminal
A lucidez terminal refere-se a um retorno inesperado da clareza mental e da memória, ou consciência recuperada repentinamente que ocorre pouco antes da morte em pacientes que sofrem de distúrbios psiquiátricos ou neurológicos graves. O termo foi cunhado por Michael Nahm, mas a condição foi relatada por médicos desde o século XIX. 

## História
Vários relatos de caso na literatura médica do século XIX descreveram a condição incomum de uma melhora e recuperação do estado mental em pacientes dias ou semanas antes da morte. Benjamin Rush fez comentário sobre em 1812. Sir Henry Halford apresentou o fenômeno em 2 ensaios ao Colégio Real de Medicina, Alexandre Brière de Boismont também o descreveu em 1845 e William Munk, em um livro de 1887, deu o nome de "lucidez antes da morte". No século XX, o interesse essa condição declinou, tendo sido reavivado com a pesquisa mais recente de fenômenos do leito de morte.
De acordo com revisões históricas encabeçadas pelo biólogo Michael Nahm, que também se interessa por experiências mediúnicas e de experiências de quase-morte, o fenômeno têm sido notado em pacientes com doenças que resultam em comprometimento cognitivo progressivo, como a doença de Alzheimer, mas também esquizofrenia, tumores, derrames, meningite e doença de Parkinson, nas quais ocorreram remissão de demência e outras deficiências cognitivas graves. No entanto, lucidez terminal não é ainda atualmente listado como um termo médico.
Segundo Nahm, pode estar presente mesmo em casos de pacientes com deficiência mental prévia. Nahm define dois subtipos: um que ocorre gradualmente (uma semana antes da morte) e outro que sobrevém rapidamente (horas antes da morte). O primeiro acontece na maioria dos casos. Pode haver muitos casos relatados na literatura, embora a frase "lucidez terminal" tenha sido cunhada em 2009. Uma pesquisa de 2020 rastreou o que os autores preferiram chamar de "lucidez paradoxal", um termo geral para remissões inesperadas em demências, independentemente de seguirem a um processo de terminalidade ou não; foi encontrada forte associação da condição como fenômeno de leito de morte e afirmou-se que ele pode sobrepor o conceito de "lucidez terminal" em alguns casos. Tal condição paradoxal é considerada um desafio ao paradigma da irreversibilidade de demências crônico-degenerativas como a de Alzheimer.

## Causas
A primeira tentativa de explicação foi emitida por Benjamin Rush em 1812, que propôs a hipótese de que um redespertar poderia ser devido a uma excitação nervosa causada por dor ou febre, ou então por causa de vasos sanguíneos mortos liberados por um vazamento de água nas câmaras cerebrais. Johannes Friedreich, em 1839, propôs que os fatores que causam deficiências podem ser revertidos pouco antes da morte, de forma análoga à reabsorção em pacientes terminais com hidrocefalia, e que a febre alta pode ser a causa disso. De acordo com Macleod (2009) em suas observações, causas explicativas não puderam ser encontradas para a variedade de casos, mas foi sugerido que, devido à farmacologia moderna em casos terminais, a condição possa ser menos comum hoje. Um mecanismo proposto recentemente inclui uma hipótese não testada de neuromodulação, de acordo com a qual descargas de neurotransmissores e peptídeos liberadores de corticotropina agem sobre circuitos preservados do córtex pré-frontal medial e do hipocampo, promovendo a recuperação da memória e clareza mental.